# Allan Wells
Allan Wipper Wells (3 de mayo de 1952 en Edimburgo, Escocia) fue un atleta británico especialista en carreras de velocidad que fue campeón olímpico de los 100 metros y subcampeón de 200 metros en los Juegos Olímpicos de Moscú 1980.
Inicialmente Wells era un saltador de longitud y triple salto, y solo empezó a concentrarse en las pruebas de velocidad a principios de los años setenta. Su primer éxito fue en los Juegos de la Commonwealth de Edmonton 1978, cuando ganó las medallas de oro en los 200 m y en los relevos 4 × 100 m, además de la plata en los 100 m. En esta última prueba fue batido por el jamaicano Don Quarrie, pero quedó por delante del triniteño Hasely Crawford, campeón olímpico de esta distancia en Montreal '76.
La mejor competición de su vida fueron los Juegos Olímpicos de Moscú 1980. Como curiosidad decir que Wells nunca había utilizado la salida de tacos, pero un cambio en la normativa le obligaron a hacerlo en esta competición.
En Moscú las pruebas de velocidad se vieron especialmente afectadas por la ausencia, a causa del boicot, de los velocistas norteamericanos, como por ejemplo James Sanford, Stanley Floyd o Mel Lattany, que estaban entre los mejores del mundo. Wells se benefició sin duda de estas ausencias.
En la apretada final de los 100 metros, Wells se impuso al gran favorito de la prueba, el cubano Silvio Leonard. Ambos hicieron una marca de 10.25, pero Wells entró ligeramente por delante y se llevó la medalla de oro. Con 28 años era el ganador más veterano en la historia de esta prueba, y tras Wells ningún velocista blanco ha vuelto a ganarla.
En la final de los 200 metros disputada cuatro días más tarde Wells estuvo a punto de dar una nueva sorpresa, esta vez ante el italiano Pietro Mennea, plusmarquista mundial de la distancia. Finalmente Mennea se llevó el oro con apenas 2 centésimas de ventaja sobre Wells, que ganó la medalla de plata.
Allan Wells pudo ganar una tercera medalla en los relevos 4 x 100 metros, pero el equipo británico quedó finalmente 4.ª, tras la URSS, Polonia y Francia.
En los Juegos de la Commonwealth de Brisbane 1982 hizo el doblete ganando en 100 y 200 metros, además de ser bronce en relevos 4 x 100 metros. Como curiosidad decir que en los 100 metros se impuso nada menos que al canadiense Ben Johnson, que luego se haría famosísimo por sus récords mundiales y el posterior escándalo por dopaje. Por otra parte en los 200 metros el triunfo fue compartido ex aequo por Wells y Mike McFarlane, ambos con el mismo tiempo de 20.43
A pesar de sus victorias, sus marcas le situaban lejos de los mejores velocistas del mundo.
Em 1983, en los I Campeonatos Mundiales de atletismo celebrados en Helsinki, tuvo una muy buena actuación, siendo 4.ª tanto en 100 como en 200 metros.
Con 32 años participó en sus segundos Juegos Olímpicos en Los Ángeles 1984, donde fue eliminado en las semifinales de los 100 metros.
Su última competición importante fueron los Campeonatos de Europa de Stuttgart en 1986, donde acabó 5.ª tanto en 100 como en 200 m.
Allan Wells es uno de los mejores velocistas blancos de la historia, y aunque su triunfo en Moscú debe ser relativizado, lo cierto es que compitió contra los mejores del mundo y consiguió ganar en al menos una ocasión a sprinters de la talla de Silvio Leonard, Hasely Crawford, Ben Johnson o Carl Lewis.
| Predecesor: Hasely Crawford | Campeón Olímpico de 100 metros lisos Juegos Olímpicos de Moscú 1980 | Sucesor: Carl Lewis |

## Marcas personales
- 100 metros - 10.11 (Moscú 24 Jul, 1980)
- 200 metros - 20.21 (Moscú 28 Jul, 1980)

## Palmarés
- J. de la Commonwealth Edmonton 1978 - 2.º en 100 m, 1.º en 200, 1.º en 4 × 100 m
- Europeos Praga 1978 - 6.º en 100 m, 6.ª en 4 × 100 m
- Juegos Olímpicos de Moscú 1980 - 1.º en 100, 2.º en 200, 4.º en 4 × 100 m
- Copa del Mundo Roma 1981 - 1.º en 100 m, 2.º en 200 m
- J. de la Commonwealth Brisbane 1982 - 1.º en 100 m, 1.º en 200 m, 3.º en 4 × 100 m
- Mundiales Helsinki 1983 - 4.º en 100 m, 4.º en 200 m
- Europeos Stuttgart 1986 - 5.º en 100 m, 5.º en 200 m

- Datos: Q435898